# Niphoparmena kenyana
Niphoparmena kenyana är en skalbaggsart som först beskrevs av Stefan von Breuning 1940.  Niphoparmena kenyana ingår i släktet Niphoparmena och familjen långhorningar.
Artens utbredningsområde är Kenya. Inga underarter finns listade i Catalogue of Life.